# Фрэнсис и Крёстный отец
«Фрэнсис и „Крёстный отец“» (англ. Francis and the Godfather) — предстоящий художественный фильм режиссёра Барри Левинсона. Главные роли исполнят Джейк Джилленхол и Оскар Айзек.

## Синопсис
Драма о трудностях, с которыми пришлось столкнуться создателям классического фильма 1972 года «Крёстный отец».

## В ролях
- Джейк Джилленхол — Роберт Эванс
- Оскар Айзек — Фрэнсис Форд Коппола
- Эль Фэннинг — Эли Макгроу
- Элизабет Мосс — Элинор Коппола

## Производство
О начале работы над фильмом стало известно в сентябре 2020 года. В основе фильма сценарий из «Чёрного списка», написанный Эндрю Фароттом, который был переработан Барри Левинсоном. Майк Маркус и Эндрю Сполдинг из кинокомпании Echo Lake Entertainment совместно с Кевином Туреном и Джейсоном Сосноффом из кинокомпании Baltimore Pictures выступят продюсерами фильма. Главные роли исполнят Джейк Джилленхол и Оскар Айзек. Режиссёром станет Барри Левинсон. Также к актёрскому составу присоединились Эль Фэннинг и Элизабет Мосс.